# Gaebong (métro de Séoul)
Gaebong (hangeul : 개봉 ; hanja : 開峰) est une station de passage de la ligne 1 du métro de Séoul. Elle est située au 47 Gyeongin-ro 40-gil, dans le quartier Gaebong-dong de l'arrondissement Guro-gu sur le territoire de la ville de Séoul, en Corée du Sud.
Mise en service en 1974, la station est desservie par les rames de services omnibus et express de la ligne.

## Situation sur le réseau

Plan du réseau (2023)

Établie en surface Gaebong est une station de passage de la ligne 1 du métro de Séoul : elle est située entre la station Guil, en direction du terminus nord-est Yeoncheon, et la station Oryu-dong, en direction du terminus ouest Incheon,.

## Histoire
La station Gaebong est mise en service le 15 août 1974,, lors de l'ouverture à l'exploitation de la ligne 1 du métro de Séoul de la section, dite ligne Gyeongbu, de la station Gare de Séoul à la station Suwon.

## Services aux voyageurs

### Accès et accueil
La station est située 47 Gyeongin-ro 40-gil, dans le quartier Gaebong-dong. Elle dispose de deux bouches et est équipée d'escaliers mécaniques et d'ascenseurs.

### Desserte
Gaebong, est desservie par les rames de services omnibus et express de la ligne.

Installations
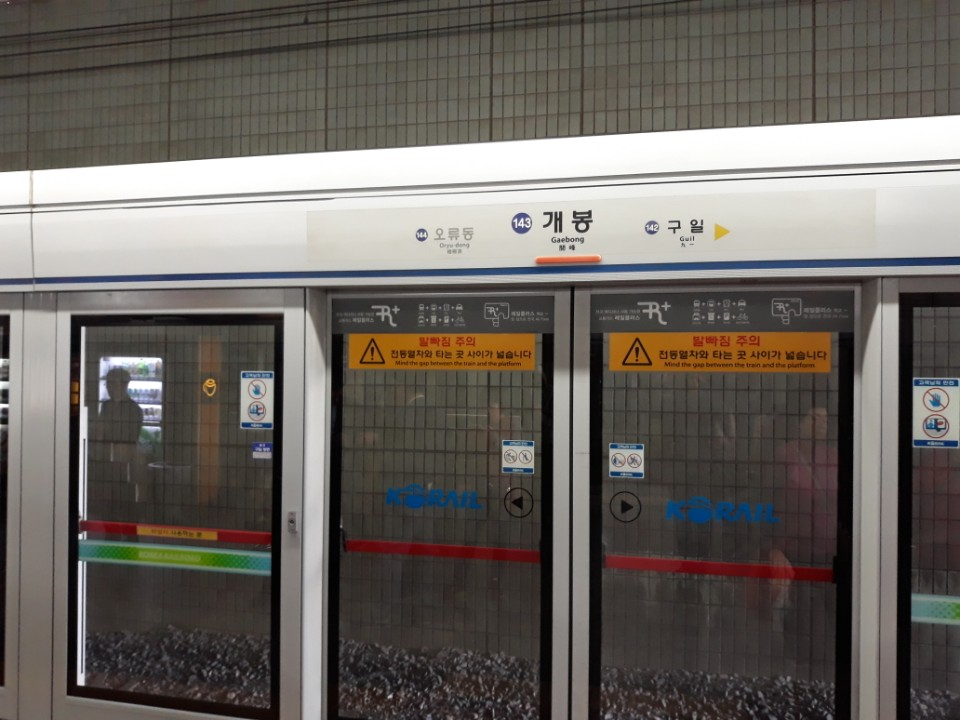
En 2017.
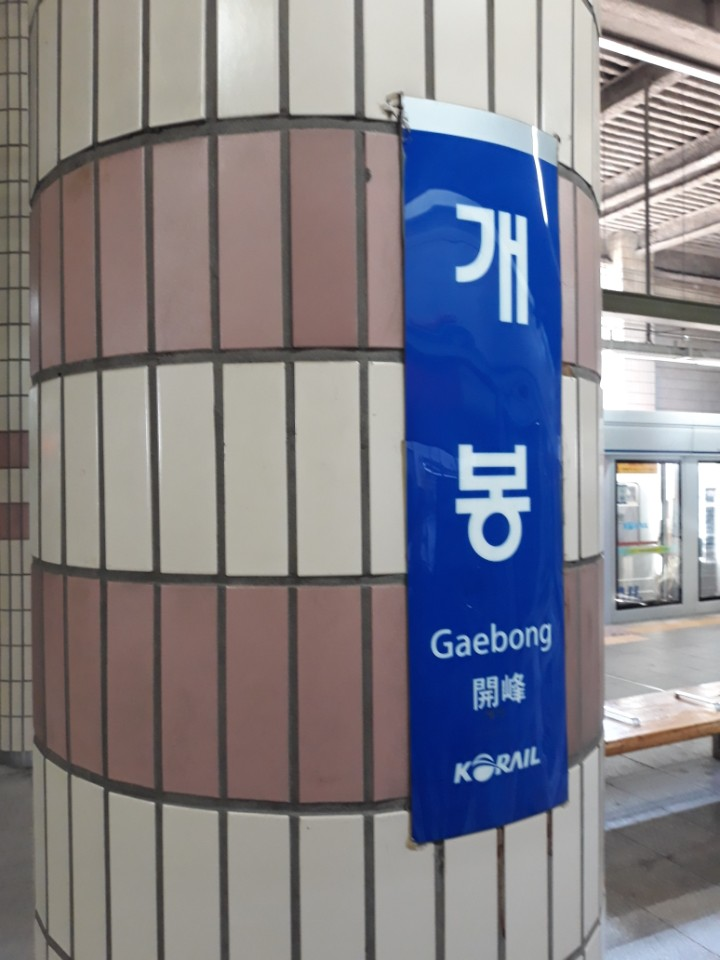
En 2017.
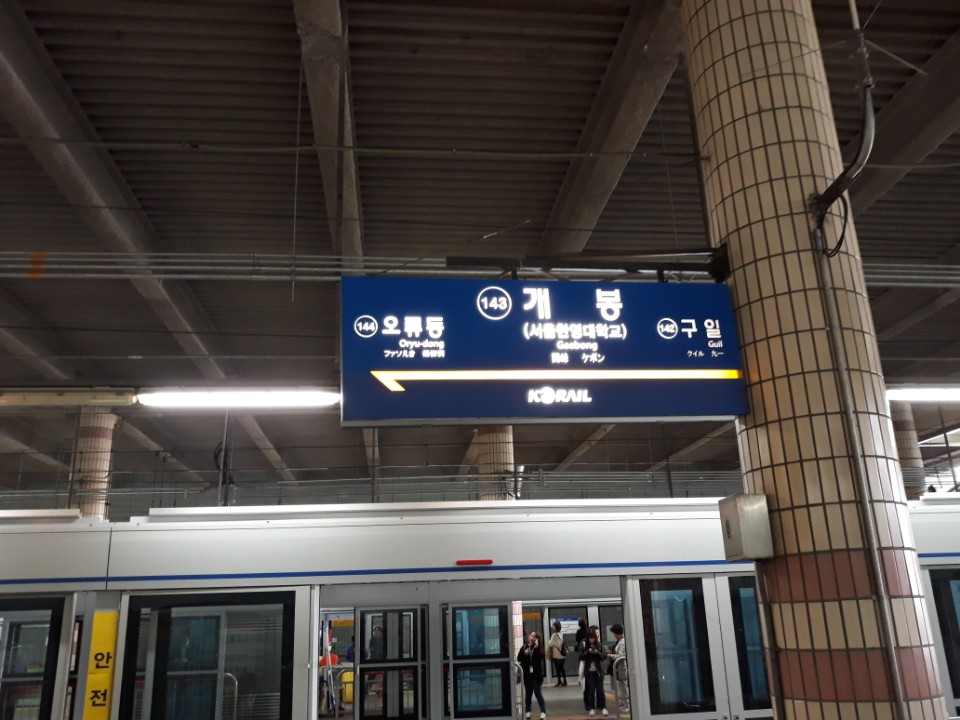
En 2017.

### Intermodalité
Des arrêts de bus sont situés à proximité.